# Милросе
Милросе (њем. Müllrose) град је у њемачкој савезној држави Бранденбург. Једно је од 38 општинских средишта округа Одер-Шпре. Према процјени из 2010. у граду је живјело 4.504 становника. Посједује регионалну шифру (AGS) 12067336.

## Географски и демографски подаци
Милросе се налази у савезној држави Бранденбург у округу Одер-Шпре. Град се налази на надморској висини од 42 метра. Површина општине износи 68,5 km². У самом граду је, према процјени из 2010. године, живјело 4.504 становника. Просјечна густина становништва износи 66 становника/km².

## Међународна сарадња
| Мјесто | Држава | Врста сарадње | Од    |
| ------ | ------ | ------------- | ----- |
| Дравно | Пољска | контакт       | 1995. |
| Извор  |        |               |       |